# Elisabeth Young-Bruehl
Elisabeth Young-Bruehl (Elkton, Estados Unidos, 3 de marzo de 1946 - Toronto, Canadá, 1 de diciembre de 2011), nacida Elisabeth Bulkley Young, fue una académica y psicoterapeuta estadounidense. Publicó una amplia gama de libros, en particular las biografías de Hannah Arendt y Anna Freud. Su biografía de Hannah Arendt ganó en 1982 el premio Harcourt mientras que The Anatomy of Prejudices (Anatomía de los prejuicios) consiguió el premio de la Association of American Publishers (Asociación de Editores estadounidenses) al Mejor Libro de Psicología en 1996. Fue miembro de la Sociedad Psicoanalítica de Toronto y cofundadora de Caversham Productions, dedicada a la publicación de materiales educativos sobre psicología.

## Biografía
La familia de Young-Bruehl por parte de su madre dirigía una granja lechera cerca de la bahía de Chesapeake donde participaban activamente en la política local de Maryland. El padre y el abuelo de su madre (editor de un periódico) habían sido académicos aficionados con una gran biblioteca privada. Su abuela materna era descendiente de Mayflower, parte de las familias Hooker y Bulkley de Connecticut. La familia de su padre eran virginianos, varios de los cuales se habían formado en Teología en el College of William & Mary en Williamsburg, Virginia, donde se encuentra la casa familiar, la Maupin-Dixon House. Elisabeth Bulkley Young creció en Maryland y Delaware, donde su padre trabajaba como profesor de golf.
Asistió a Sarah Lawrence College, donde estudió escritura de poesía con Muriel Rukeyser. Young-Bruehl dejó la universidad a mediados de la década de 1960, pero luego completó sus estudios universitarios en The New School (entonces la "New School for Social Research"). Allí conoció y se casó con Robert Bruehl, del que más tarde se divorció. Justo cuando la teórica política Hannah Arendt se unía a la Facultad de Graduados de la Nueva Escuela, Young-Bruehl se inscribió como candidata al doctorado en Filosofía. Arendt se convirtió en mentora y asesora de la tesis de Young-Bruehl. Después obtuvo su Ph.D. y aceptó un nombramiento como profesora de Filosofía en el College of Letters, Wesleyan University en Connecticut.
Al año siguiente, después de la muerte de Hannah Arendt a los 69 años, varios de los amigos emigrados de Arendt se acercaron a Young-Bruehl para encargarse de la tarea de escribir la biografía de Arendt. El libro resultante, publicado en 1982, sigue siendo el trabajo estándar sobre la vida de Hannah Arendt. Se ha traducido a varios idiomas, incluido el hebreo en 2010.
La biografía de Arendt incrementó su interés por el psicoanálisis así que en 1983 se matriculó en la formación psicoanalítica clínica en New Haven, Connecticut. En el Child Study Center de New Haven, conoció a varios de los colegas estadounidenses de Anna Freud y fue invitada a convertirse en la biógrafa de la psicoanalista austríaca; el libro se publicó en 1988 con el título Anna Freud: A Biography.
En 1991 Young-Bruehl dejó Wesleyan y se trasladó a Filadelfia, donde enseñó a tiempo parcial en el Haverford College y continuó su formación psicoanalítica en la Asociación de Psicoanálisis de esa ciudad, en la que se graduó en 1999.
Comenzó la práctica privada como terapeuta, primero en Filadelfia y luego en la ciudad de Nueva York. Durante todo este tiempo, continuó publicando libros, incluidas colecciones de sus ensayos y el premiado La anatomía de los prejuicios. Al libro sobre los prejuicios siguió en 2012 Childism: Understanding and Preventing Prejudice Against Children, publicado póstumamente por Yale University Press.
Young-Bruehl murió de una embolia pulmonar el 1 de diciembre de 2011. Tenía 65 años.

## Obras
- Conor Cruise O'Brien: An Appraisal (coautor: Joanne L. Henderson. Proscenium Press, 1974,ISBN 0-912262-33-8 )
- Libertad y filosofía de Karl Jasper (Yale University Press, 1981,ISBN 0-300-02629-3 )
- Hannah Arendt: Por amor al mundo (Yale University Press 1982,ISBN 0-300-02660-9 ; Segunda edición de Yale University Press, 2004,ISBN 0-300-10588-6 )
- Vigil (novela, Louisiana State University Press, 1983,ISBN 0-8071-1075-2 )
- Anna Freud: A Biography (Summit Books, Nueva York, 1988,ISBN 0-671-61696-X )
- Política de la mente y el cuerpo (Routledge, Independence, Kentucky, 1989,ISBN 0-415-90118-9 )
- Prólogo a Between Hell and Reason: Essays From the Resistance Newspaper "Combat", 1944-1947 (Wesleyan University Press, 1991,ISBN 0-8195-5189-9 )
- Personajes creativos, (Routledge, 1991,ISBN 0-415-90369-6 )
- Freud on Women: A Reader (editor) (Norton, 1992,ISBN 0-393-30870-7 )
- Culturas globales: un lector transnacional de ficción corta (editor, Wesleyan University Press, 1994,ISBN 0-8195-6282-3 )
- La anatomía de los prejuicios (Harvard University Press, 1996,ISBN 0-674-03190-3 )
- Prólogo a la reedición de 1997 del libro de 1965 de David Stafford-Clark, What Freud Really Said: An Introduction to His Life and Thought (Schocken Books, 1997,ISBN 0-8052-1080-6 )
- Subject to Biography: Psychoanalysis, Feminism, and Writing Women's Lives (Harvard Univ Press, 1999,ISBN 0-674-85371-7 )
- Apreciación: una psicología del corazón (coautor: Faith Bethelard. Prensa libre, 2000,ISBN 0-684-85966-1 )
- ¿Dónde caemos cuando nos enamoramos? (ensayos, Other Press (NY), 2003,ISBN 1-59051-068-2 )
- Por qué es importante Arendt (Yale University Press, 2006,ISBN 978-0-300-12044-8 )
- Childism: Confronting Prejudice Against Children (Yale University Press, 2012,ISBN 978-0-300-17311-6 )